# Taharana lii
Taharana lii är en insektsart som beskrevs av Zhang 1994. Taharana lii ingår i släktet Taharana och familjen dvärgstritar. Inga underarter finns listade i Catalogue of Life.